# Rio Fuerte
O rio Fuerte é um rio no estado mexicano de Sinaloa. Forma-se na junção dos rios Verde e Urique. Passa próximo da cidade de Los Mochis. Nas suas margens encontram-se grandes plantações de manga, cujos frutos são exportados sobretudo para os Estados Unidos.